# جزف نواك
جزف نواك (بالبولندية: Józef Nowak)‏ (و. 1925 – 1984 م) هو ممثل، من بولندا، توفي في وارسو، عن عمر يناهز 59 عاماً.

## جوائز
حصل على جوائز منها:
- نيشان بولونيا ريستيتوتا من رتبة فارس.

## وصلات خارجية
- جزف نواك على موقع IMDb (الإنجليزية)
- جزف نواك على موقع ألو سيني (الفرنسية)
- جزف نواك على موقع ميوزك برينز (الإنجليزية)
- جزف نواك على موقع أول موفي (الإنجليزية)
- جزف نواك على موقع قاعدة بيانات الأفلام السويدية (السويدية)
- جزف نواك على موقع قاعدة بيانات الفيلم (الإنجليزية)
- جزف نواك على موقع كينوبويسك (الروسية)